# Тлумачний словник
Тлумачний словник — словник, що подає лексико-фразеологічний склад мови з поясненням значення, граматичних та стилістичних особливостей уживання реєстрових одиниць.  
До тлумачних словників іноді вносять також такі менш обов'язкові лексикографічні параметри, як вимова, правопис словоформ, етимологія, перша писемна або словникова фіксація, наведення синонімів та антонімів, іншомовних відповідників тощо. 
Тлумачні словники найповніше реалізують дві основні функції лексикографії: опис і нормалізацію словникового складу мови.
В історії словникарства окремих націй жанр тлумачного словника з'являється порівняно пізно — залежно від рівня національної самосвідомості та мовної культури
народу і вироблення лексикографічної техніки. Укладанню тлумачного словника передує процес створення лексичної картотеки, а останнім часом — цифрового фонду національної мови.

## Історія тлумачних словників української мови
Перед тим як обговорювати саме українські тлумачні словники, слід зазначити що у Підросійські Україні одними з перших з'явилися словники, які хоча й не були повноцінними українськими тлумачними словниками, але все ж мали певні ознаки українського тлумачного словника, оскільки хоча самі тлумачення там і подавалися російською, однак приклади вживання слова подавалися все ж українською. Насамперед це Старосвѣтские бандуриста Миколи Закревського (1860-1861, у 3 томах, в перших двох томах лише думи/приказки, в третьому томі десь 11 тис. слів), де Закревський давав різні українські пісні, думи, приказки та ідіоми у перших двох томах та тлумачення російською до україномовних слів у третьому томі, але приклади вжитку до деяких слів були українською, Словник української мови Бориса Грінченка (у 4 томах, 1907—1909; 68 тис. слів), де Грінченко надав тлумачення словам російською, але приклади вжитку дав українською, Словник української мови Дмитра Яворницького (1920; вийшов лише перший том А-К, 8113 слів), де Яворницький дав тлумачення слів російською, але приклади вжитку дав українською, та Українсько-російський словник виданий Інститутом мовознавства АН УРСР (у 6 томах, 1953—1963, 100 тис. слів), де науковці дали тлумачення слів російською, але приклади вжитку дали українською.
Першими українськими тлумачними словниками у Підавсторугорській Україні стали Знадоби до словаря южноруского Івана Верхратського (одним томом, 1877, 2500 слів), де Верхратський давав тлумачення слів іноді українською а іноді німецькою, та Галицько-руські народні приповідки Івана Франка (у 3 томах, 1901—1910, десь 5 тис. слів до яких надаються 31 тис. приказок як прикладів вживання), де Франко фактично давав тлумачення словам надаючи приклади їх вживання у приказках. 
Одним з найважливіших тлумачних словників української мови став СУМ-11 (в 11 томах, 1970—80, 134 тис. слів) виданий Інститутом мовознавства АН УРСР. СУМ-11 ґрунтувався на матеріалах сучасної української мови починаючи від 1798 року й Енеїди Котляревського із залученням позалітературної лексики, відбитої в писемних текстах, та фольклорних записах.
Станом на 2020 рік, жодного по-справжньому нового українського тулмачного словника після СУМ-11 так і не створили, оскільки всі українські тлумачні словники видані після 1980-их базуються на СУМ-11. Зокрема, на основі СУМ-11 з 1990-их років було створено десятки тлумачних словників української мови різного обсягу та лексикографічних якостей, найвизначнішими з них стали НТСУМ (1998-2008, у 3 томах; 200 тис. слів), УТС-Бусела (2001-2016, одним томом, 250 тис. слів), СУМ-Жайворонка (2005-2016, одним томом, 165 тис. слів), ВТССУМ-Єрошенка (2012, одним томом, 250 тис. слів) та СУМ-20 (2010-донині, у 20 томах; видано лише 10 з 20 томів).

## Тлумачні словники інших мов
Найповнішими тлумачними словниками інших слов'янських мов аналогічного до одинадцятитомного «Словника української мови» описово-нормативного спрямування, що
ґрунтуються в основному на матеріалах сучасних літературних мов, є словники: 
- польської мови в 11 томах — бл. 125 000 слів
- російської мови в 17 томах — бл. 120 500 слів
- словацької мови в 6 томах — бл. 120 000 (з великою кількістю власних назв)